# Linciaux
Linciaux is een gehucht van de gemeente Ciney in de Belgische provincie Namen. Het gehucht is genoemd naar de gelijknamige rivier die er door stroomt.
In het gehucht bevinden zich drie boerderijen en twee huizen. Tussen de 15e en de 19e eeuw was er een kapel, gewijd aan Sint-Pieter.
Deelgemeenten: Achêne · Braibant · Chevetogne · Ciney · Conneux · Leignon · Pessoux · Serinchamps · Sovet

Overige kernen:  Barcenal · Bragard · Chapois · Conjoux · Corbion · Croix · Enhet · Fays · Haid · Halloy · Haversin · Jannée · Jet · Les Basses · Linciaux · Reuleau · Reux · Ronvaux · Senenne · Stée · Trisogne · Vincon · Ychippe

Belgische gemeenten · arrondissement Namen · provincie Namen · Wallonië